# Newton da Costa
Newton Carneiro Affonso da Costa (Curitiba, 16 de septiembre de 1929; Florianópolis, 16 de abril de 2024) fue un matemático, lógico y filósofo brasileño.  

## Biografía
Nacido en Curitiba, estudió ingeniería civil y matemáticas en la Universidad Federal de Paraná. En 1961 obtuvo el grado de Doctor en Matemática bajo la tutela de Edison Farah con su tesis titulada Topological Spaces and Continuous Functions (Espacios Topológicos y Funciones Continuas).
Fue una persona altamente influyente en el mundo académico brasileño y global. En América Latina destaca su trabajo junto a Rolando Chuaqui en la creación y organización del Simposio Latinoamericano de Lógica Matemática (SLALM) perteneciente a la Association for Symbolic Logic (ASL).

## Publicaciones seleccionadas

### Libros
- Costa, Newton C. A. (1972). On the theory of inconsistent formal systems. Recife,: Universidade Federal de Pernambuco, Instituto de Matemática.
- Arruda, Ayda I.; da Costa, Newton C. A. & Chuaqui, R. (1978). Mathematical Logic: Proceedings of the First Brazilian Conference.
- da Costa, Newton Carneiro Afonso (1980). Ensaio sobre os fundamentos da lógica. São Paulo: Editora da Universidade de São Paulo.
- da Costa, Newton C. A. & Marconi, Diego (1987). An Overview of Paraconsistent Logic in the 80s. Curitiba, Brazil: Sociedade Paranaense de Matemática.
- Carrion, Rejane & Da Costa, Newton C. A. (1988). Introdução à lógica elementar: com o símbolo de Hilbert.
- da Costa, Newton C. A. (1998). Elementos de teoria paraconsistente de conjuntos. Campinas, SP: Centro de Lógica, Epistemologia e História da Ciência, UNICAMP. Edited by Jean-Yves Béziau & Otávio Bueno.
- Da Costa, Newton C. A. & French, Steven (2003). Science and Partial Truth: A Unitary Approach to Models and Scientific Reasoning. New York, US: Oup Usa.
- C. A. Da Costa, Newton & French, Steven (2003). Science and Partial Truth: A Unitary Approach to Models and Scientific Reasoning. New York, US: Oxford University Press USA.

### Artículos selectos
- d’Ottaviano, Itala ML; da Costa, Newton CA (1970). «Sur un probleme de Jaskowski». Comptes Rendus de l’Académie des Sciences de Paris 270: 1349-1353.
- da Costa, Newton C. A. (1974). «On the theory of inconsistent formal systems.». Notre Dame Journal of Formal Logic 15 (4). ISSN:0029-4527. doi:10.1305/ndjfl/1093891487.
- da Costa, Newton CA; Alves, Elias H. (1977). «A semantical analysis of the calculi Cn». Notre Dame Journal of Formal Logic 18 (4): 621-630.
- Mikenberg, Irene; Da Costa, Newton CA; Chuaqui, Rolando (1986). «Pragmatic truth and approximation to truth1». The Journal of Symbolic Logic 51 (1): 201-221.
- da Costa, Newton CA; French, Steven (1990). «The model-theoretic approach in the philosophy of science». Philosophy of Science 57 (2): 248-265.
- da Costa, N. C. A.; Doria, F. A. (1991). «Undecidability and incompleteness in classical mechanics». International Journal of Theoretical Physics (en inglés) 30 (8): 1041-1073. ISSN:0020-7748. doi:10.1007/BF00671484.
- da Costa, Newton CA (2000). «Logiques classiques et non classiques: Essai sur les fondements de la logique». Studia Logica 64 (3).
- da Costa, Newton CA; Krause, Décio; Bueno, Otávio (2007). Paraconsistent logics and paraconsistency. Elsevier. pp. 791-911.